# Корнилівка
Корни́лівка (у 1934—2016 роках — Кірове) — село в Україні,у Черкаському районі Черкаської області, підпорядковане Набутівській сільській громаді.
Населення села становить 631 особу.

## Історія
За археологічними даними поблизу села виявлено 2 кургани.
Перша історична згадка про село Корнилівку датується 1717 роком.
У 1765 році село відносилось до Корсунського староства. За люстрацією 1789 року в Корнилівці проживало 76 селян, 7 шляхтичів та було 99 робочих волів.
У 1855 році місцеві селяни брали участь у русі Київська козаччина.
На 1 січня 1900 року село — центр Корнилівської волості. Землі нараховувалось 1 313 десятин, у тому числі 207 поміщицької, 43 церковної, 1 063 селянської. Село належало найяснішому князеві М. П. Лопухіну-Демидову. У ньому були: церква, церковно-парафіяльна школа, державна винна крамниця, шість вітряних млинів, три кузні, працював один фельдшер. Пожежна частина була оснащена двома гаками і чотирма відрами.
На фронтах Другої світової війни загинуло 137 односельців у складі радянської армії. Село реокуповане 10 грудня 1944. У братській могилі поховано 40 радянських воїнів.
На 1 січня 2003 року у Корнилівці працюють загальноосвітня школа, ФАП, будинок культури і бібліотека.
Село було внесено до переліку населених пунктів, які потрібно перейменувати згідно із законом «Про засудження комуністичного та націонал-соціалістичного (нацистського) тоталітарних режимів в Україні та заборону пропаганди їхньої символіки», що і було зроблено Верховною Радою України 19 травня 2016 року.

## Пам'ятки
У Корнилівці збереглася дерев'яна Преображенська церква (1738), оригінальна пам'ятка народної архітектури Середнього Подніпров'я.